# Uliteu (tio de Vitige)
Uliteu (em latim: Ulitheus) foi um nobre ostrogótico do século VI, ativo durante o reinado de seu sobrinho, o rei Vitige (r. 536–540). No começo de 538, comandou um exército gótico em Piceno contra as tropas bizantinas em campanha. Foi derrotado e morto pelo general João.